# Martin Laursen
Pour les articles homonymes, voir Laursen.
Martin Laursen, né le 26 juillet 1977 à Fårvang au Danemark est un footballeur international danois. Il jouait au poste de défenseur central.

## Biographie

### En sélection
Martin Laursen honore sa première sélection avec l'équipe nationale du Danemark le 29 mars 2000 contre le Portugal, en match amical. Il entre en jeu à la place de Brian Steen Nielsen lors de cette rencontre perdue par son équipe (2-1 score final).
Il a participé à la Coupe du monde 2002 avec l'équipe du Danemark. À 31 ans, il arrête sa carrière à cause de problèmes persistants au genou.

## Carrière
- 1995-1998 : Silkeborg IF  Danemark
- 1998-2001 : Hellas Vérone  Italie
- 2001-2001 : Parme FC  Italie
- 2001-2004 : Milan AC  Italie
- 2004-2009 : Aston Villa  Angleterre

## Palmarès
- 53 sélections et 2 buts avec l'équipe du Danemark depuis 2000
- Vainqueur de la Ligue des champions en 2003 avec le Milan AC (ne joue pas la finale)
- Vainqueur de la Supercoupe d'Europe en 2003 avec le Milan AC
- Vainqueur de la Coupe d'Italie en 2003 avec le Milan AC
- Champion d'Italie en 2004 avec le Milan AC